# Aquarela do Brasil (альбом)
| Оценки критиков                   | Оценки критиков |
| Источник                          | Оценка          |
| --------------------------------- | --------------- |
| AllMusic                          | [ 3 ]           |
| Encyclopedia of Popular Music     | [ 4 ]           |
| The New Rolling Stone Album Guide | [ 5 ]           |

Aquarela do Brasil — двадцать девятый студийный альбом американской певицы Дайон Уорвик, выпущенный в 1994 году на лейбле Arista Records.

## Об альбоме
Продюсером альбома стал бразильский музыкант Тео Лима. Альбом был записан под влиянием бразильской музыки. Сама Дайон Уорвик уже долгое время посещала Бразилию и хотела жить там, называя её местом, где она будет отдыхать на пенсии, но не могла покинуть США из-за болеющей матери, в конце концов она перебралась туда в 2000-е.
Певица исполняет известные поп- и джазовые стандарты на английском и португальском языках. Дайон выбрала для альбома не самые популярные у мировой аудитории примеры бразильской классики. Также на альбоме можно услышать новую песню «Captives of the Heart», написанную Бертом Бакараком, и традиционный религиозный гимн «N’Kosi Sikelel’I — Afrika». Дайон Уорвик сама написала английский текст к некоторым песням.

## Список композиций
| №   | Название                                                | Автор(ы)                                                                       | Длительность |
| --- | ------------------------------------------------------- | ------------------------------------------------------------------------------ | ------------ |
| 1.  | «Jobim Medley»                                          | Шику Буарки, Норман Гимбел, Антонио Карлос Жобим, Джин Лис, Винисиус ди Морайс | 8:52         |
| 2.  | «Virou Areia»                                           | Браульо Таверас, Дайон Уорвик                                                  | 4:11         |
| 3.  | «Oh Bahia»                                              | Ари Баррозу, Рэй Гилберт, Дайон Уорвик                                         | 5:25         |
| 4.  | «Piano Na Mangueira»                                    | Шику Буарки, Антонио Карлос Жобим                                              | 2:48         |
| 5.  | «Captives of the Heart»                                 | Берт Бакарак, Джон Беттис                                                      | 4:48         |
| 6.  | «Samba Dobrado»                                         | Djavan, Дайон Уорвик                                                           | 4:22         |
| 7.  | «Heart of Brazil»                                       | Антониу Адольфу, Мариэтта Уотерс                                               | 4:17         |
| 8.  | «N’Kosi Sikelel’I — Afrika / So Bashiya Bahlala Ekhaya» | Енох Сонтонга                                                                  | 3:48         |
| 9.  | «Brazil (Aquarela Do Brasil)»                           | Ари Баррозу, Боб Расселл                                                       | 3:59         |
| 10. | «Caravan»                                               | Дюк Эллингтон, Ирвинг Миллс, Хуан Тизол                                        | 3:55         |
| 11. | «Flower Of Bahia»                                       | Доривал Каимми, Трэйси Манн                                                    | 4:16         |
| 12. | «10,000 Words»                                          | Бренда Расселл, Джо Турано                                                     | 4:26         |

## Tropical Love
В 2015 году лейбл Arista Records (Sony Music) выпустил мини-альбом Tropical Love, состоящий из неизданных песен с альбома Aquarela do Brasil, все они были записаны в 1994 году.
Список композиций
| №  | Название                                           | Длительность |
| -- | -------------------------------------------------- | ------------ |
| 1. | «To Say Goodbye (Pra Dizer Adeus)» (with Edu Lobo) | 4:23         |
| 2. | «Love Me»                                          | 4:48         |
| 3. | «Lullaby»                                          | 4:35         |
| 4. | «Bridges (Travessia)»                              | 4:14         |
| 5. | «Rainy Day Girl» (with Ivan Lins)                  | 4:15         |